# Beals Wright
Beals Coleman Wright (Boston, 1879. december 19. – Alton, Illinois, 1961. augusztus 23.) amerikai kétszeres olimpiai bajnok teniszező. 1956-ban beválasztották az International Tennis Hall of Fame (Teniszhírességek Csarnoka) tagjai közé.

## Pályafutása
A Massachusetts állambeli Boston városban született. Két aranyérmet szerzett a Saint Louisban rendezett, 1904. évi nyári olimpiai játékokon. Megnyerte az egyéni küzdelmeket, miután a döntőben legyőzte honfitársát, Robert LeRoyt. A páros versenyen Edgar Leonard társaként döntőbe jutott, ahol egy szintén amerikai duót verve lett bajnok.

## Főbb sikerei
Egyéni
- Wimbledon
  - Döntős: 1910
- US Championships
  - Bajnok: 1905
  - Döntős: 1901, 1906, 1908

Páros
- Wimbledon
  - Döntős: 1907
- US Championships
  - Bajnok: 1904, 1905, 1906
  - Döntős: 1901, 1908, 1918

## Grand Slam döntői

### Egyéni: 4 (1 győzelem, 3 döntő)
| Eredmény | Év   | Bajnokság                   | Borítás | Ellenfél         | Eredmény           |
| -------- | ---- | --------------------------- | ------- | ---------------- | ------------------ |
| Döntős   | 1901 | U.S. National Championships | Fű      | William Larned   | 2–6, 8–6, 4–6, 4–6 |
| Győztes  | 1905 | U.S. National Championships | Fű      | Holcombe Ward    | 6–2, 6–1, 11–9     |
| Döntős   | 1906 | U.S. National Championships | Fű      | William Clothier | 3–6, 0–6, 4–6      |
| Döntős   | 1908 | U.S. National Championships | Fű      | William Larned   | 1–6, 2–6, 6–8      |

### Páros: 7 (3 győzelem, 4 döntő)
| Eredmény | Év   | Bajnokság                   | Borítás | Partner        | Ellenfél                       | Eredmény                |
| -------- | ---- | --------------------------- | ------- | -------------- | ------------------------------ | ----------------------- |
| Döntős   | 1901 | U.S. National Championships | Fű      | Leo Ware       | Dwight Davis Holcombe Ward     | 3–6, 7–9, 1–6           |
| Győztes  | 1904 | U.S. National Championships | Fű      | Holcombe Ward  | Kreigh Collins Raymond Little  | 1–6, 6–2, 3–6, 6–4, 6–1 |
| Győztes  | 1905 | U.S. National Championships | Fű      | Holcombe Ward  | Fred Alexander Harold Hackett  | 6–4, 6–4, 6–1           |
| Győztes  | 1906 | U.S. National Championships | Fű      | Holcombe Ward  | Fred Alexander Harold Hackett  | 6–3, 3–6, 6–3, 6–3      |
| Döntős   | 1907 | Wimbledon                   | Fű      | Karl Behr      | Norman Brookes Anthony Wilding | 4–6, 4–6, 2–6           |
| Döntős   | 1908 | U.S. National Championships | Fű      | Raymond Little | Fred Alexander Harold Hackett  | 1–6, 5–7, 2–6           |
| Döntős   | 1918 | U.S. National Championships | Fű      | Fred Alexander | Vincent Richards Bill Tilden   | 3–6, 4–6, 6–3, 6–2, 2–6 |